# Tarcondimot III
Tarcondimot III (en llatí Tarcondimotus, en grec antic Ταρκονδίμοτος) va ser rei de Cilícia. Era fill i successor de Tarcondimot II Filopàtor al que va succeir probablement l'any 17 aC.
Octavi (August) li va retornar els dominis del seu avi Tarcondimot I, una part dels quals li havien estat arrabassats al seu pare. En relació al que havia estat el regne del seu pare només li mancaven algunes ciutats de la costa, incorporades pels romans al territori que controlaven directament.